# Mitsubishi Heavy Industries Football Club 1969
Questa voce raccoglie le informazioni riguardanti il Mitsubishi Heavy Industries nelle competizioni ufficiali della stagione 1969.

## Stagione
Mantenendo l'imbattibilità nel corso del campionato e trascinato dai 12 gol del capocannoniere Ichirō Hosotani, il Mitsubishi Heavy Industries riuscì a spezzare il dominio del Toyo Kogyo e ad aggiudicarsi il suo primo titolo nazionale. La vittoria nel campionato consentì alla squadra di partecipare alla Coppa dell'Imperatore, dove fu eliminata in semifinale dagli studenti dell'Università di Rikkyō.

## Maglie e sponsor
| Manica sinistra · Maglietta · Manica destra · Pantaloncini · Calzettoni |

## Rosa
| N. |                     | Ruolo | Calciatore       |
| -- | ------------------- | ----- | ---------------- |
|    | Giappone (bandiera) | P     | Kenzō Yokoyama   |
|    | Giappone (bandiera) | D     | Hiroshi Katayama |
|    | Giappone (bandiera) | D     | Tadao Ōnishi     |
|    | Giappone (bandiera) | D     | Yoshio Kikugawa  |
|    | Giappone (bandiera) | C     | Kenji Okubo      |
|    | Giappone (bandiera) | C     | Hiroshi Ochiai   |

| N. |                     | Ruolo | Calciatore          |
| -- | ------------------- | ----- | ------------------- |
|    | Giappone (bandiera) | C     | Takaji Mori         |
|    | Giappone (bandiera) | A     | Ryūichi Sugiyama    |
|    | Giappone (bandiera) | A     | Michio Ashikaga     |
|    | Giappone (bandiera) | A     | Ichirō Hosotani     |
|    | Giappone (bandiera) | A     | Yoshitaka Takahashi |
|    | Giappone (bandiera) | A     | Yoshikazu Nakanishi |

## Statistiche

### Statistiche di squadra
| Competizione          | Punti | Totale | Totale | Totale | Totale | Totale | Totale | DR  |
| Competizione          | Punti | G      | V      | N      | P      | Gf     | Gs     | DR  |
| --------------------- | ----- | ------ | ------ | ------ | ------ | ------ | ------ | --- |
| Japan Soccer League   | 24    | 14     | 10     | 4      | 0      | 29     | 8      | +21 |
| Coppa dell'Imperatore | -     | 2      | 1      | 0      | 1      | 2      | 2      | 0   |
| Totale                |       | 16     | 11     | 4      | 1      | 30     | 9      | +21 |